# 富田林市立小金台小学校
富田林市立小金台小学校（とんだばやししりつこがねだいしょうがっこう）は、大阪府富田林市にある公立小学校。
ニュータウン・金剛東団地の開発により、富田林市で15番目の公立小学校として1989年に開校した。校舎は、大阪府の学校で初めてとなるオープンスペース形式を取り入れている。
また開校以来ノー・チャイム制度を取り入れている。

## 通学区域
- 富田林市 小金台一丁目～四丁目、津々山台一丁目～五丁目（一丁目1番を除く）、廿山一丁目～二丁目（二丁目11番37号を除く）、美山台4番～10番、宮甲田町18番、大字廿山（一部）。

卒業生進学先：富田林市立明治池中学校

## 交通
- 近鉄長野線 川西駅から徒歩約20分。
- 近鉄長野線 富田林駅から近鉄バス 小金台二丁目南バス停下車。
- 南海高野線 金剛駅から南海バス 小金台二丁目南バス停下車。